# Ким Хан Гу
Ким Хан Гу, другой вариант — Ким Хан-Гу (9 июля 1882 года, деревня Гиам, волость Боку, уезд Чанчжин, провинция Хамгён, Корея — 20 августа 1967 год, Нальчик, Кабардино-Балкарская АССР) — колхозник, звеньевой колхоза «Авангард» Чиилийского района Кзыл-Ординской области, Казахская ССР. Герой Социалистического Труда (1949).

## Биография
Родился в 1882 году в крестьянской семье в деревне Гиам, провинция Хамгён, Корея.
В 1898 году окончил семь классов в провинции Южный Хамгён. После школы выращивал рис в собственном хозяйстве.
В 1900 году переехал в Российскую империю. Проживал во Владивостоке, где работал грузчиком в порту (1900—1934), путевым обходчиком на станции Надеждинская Уссурийской железной дороги (1934—1937).
После депортации корейцев с Дальнего Востока в 1937 году был определён на спецпоселении в Чиилийском районе Кызыл-Ординской области Казахской ССР. Работал разнорабочим в колхозе «Интернационал» Казалинского района (1937—1940), рядовым колхозником, звеньевым рисоводческого звена в колхозе «Авангард» Чиилийского района в селе Акмая (1941—1953).
В 1949 году звено под руководством Ким Хан Гу собрало в среднем по 50 центнеров риса с каждого гектара на участке площадью 10 гектаров. Указом Президиума Верховного Совета СССР от 20 мая 1949 года «за обеспечение получения в 1949 году урожая риса» удостоен звания Героя Социалистического Труда с вручением ордена Ленина и золотой медали «Серп и Молот».
С 1953 года проживал в Чеченской Республике, где трудился колхозником в колхозе имени XIX партсъезда Сунженского района (1953—1958). С 1958 года проживал в посёлке Майский Кабардино-Балкарской АССР.
Скончался в 1967 году в Нальчике.

## Награды
- Герой Социалистического Труда
- Орден Ленина